# Han Ying
Han Ying (Shenyang, China, 29 de abril de 1983) es una deportista alemana de origen chino que compite en tenis de mesa, en la modalidad individua.
Participó en dos Juegos Olímpicos de Verano, obteniendo una medalla de plata en Río de Janeiro 2016, en la prueba por equipo, y el quinto lugar en Tokio 2020 (individual).
Ganó una medalla de bronce en el Campeonato Mundial de Tenis de Mesa por Equipos de 2022. En los Juegos Europeos consiguió cuatro medallas, oro en Bakú 2015 (equipo), dos en Minsk 2019 (oro por equipo y plata individual) y plata en Cracovia 2023 (equipo).

## Palmarés internacional
| Juegos Olímpicos   | Juegos Olímpicos        | Juegos Olímpicos  | Juegos Olímpicos |
| Año                | Lugar                   | Medalla           | Prueba           |
| ------------------ | ----------------------- | ----------------- | ---------------- |
| 2016               | Río de Janeiro (Brasil) | Medalla de plata  | Equipo           |
| Campeonato Mundial |                         |                   |                  |
| Año                | Lugar                   | Medalla           | Prueba           |
| 2022               | Chengdu (China)         | Medalla de bronce | Equipo           |
| Juegos Europeos    |                         |                   |                  |
| Año                | Lugar                   | Medalla           | Prueba           |
| 2015               | Bakú (Azerbaiyán)       | Medalla de oro    | Equipo           |
| 2019               | Minsk (Bielorrusia)     | Medalla de oro    | Equipo           |
| 2019               | Minsk (Bielorrusia)     | Medalla de plata  | Individual       |
| 2023               | Cracovia (Polonia)      | Medalla de plata  | Equipo           |